# Crazy (Seal)
Crazy è un singolo del cantante britannico Seal, pubblicato il 10 settembre 1990 come primo estratto dal primo album in studio Seal.

## Descrizione
Il brano è stato scritto da Seal e arrangiato da Guy Sigsworth, mentre la produzione è stata affidata a Trevor Horn. Il cantante scrisse il testo nel 1990 ispirandosi alla caduta del muro di Berlino e alla protesta di piazza Tienanmen, eventi accaduti entrambi l'anno prima. Nel 2015, Seal ha dichiarato riguardo l'ideazione del singolo: «Sentivo che il ciclo aveva raggiunto il suo apice. Ho sentito il mondo cambiare e ho sentito accadere delle cose profonde». Secondo il produttore Trevor Horn, Crazy fu realizzata nel corso di due mesi: «Crazy non fu un disco facile da realizzare, perché puntavamo in alto».

## Successo commerciale
Crazy fu un enorme successo commerciale, raggiungendo la Top 5 in Regno Unito e la Top 10 negli Stati Uniti.
Nell'agosto 2003 Seal pubblicò una versione acustica del brano, che ne ha rinnovato il successo facendolo arrivare alla terza posizione della "U.S. Billboard Hot Digital Tracks", la classifica dei download digitali.

## Tracce
1. Crazy (Single Mix)
2. Crazy (William Orbit Mix)
3. Crazy (Acoustic Version/Instrumental Version)
4. Crazy (A Cappella Mix)
5. Sparkle (Extended Version)
6. Krazy
7. Crazy (Do You Know The Way To L.A. Mix)
8. Crazy (Chick On My Tip Mix)

## Classifiche
| Chart (1990)                                      | Massima posizione |
| ------------------------------------------------- | ----------------- |
| UK Singles Chart                                  | 2                 |
| Chart (1991)                                      | Massima posizione |
| U.S. Billboard Hot 100.                           | 7                 |
| U.S. Billboard Modern Rock Tracks                 | 5                 |
| U.S. Billboard Hot Dance Music/Maxi-Singles Sales | 17                |
| U.S. ARC Weekly Top 40                            | 5                 |
| Australia                                         | 9                 |
| Germania                                          | 2                 |
| Austria                                           | 5                 |
| Svizzera                                          | 1                 |
| Francia                                           | 5                 |
| Sweden                                            | 1                 |
| Norvegia                                          | 3                 |
| Chart (2003)                                      | Massima posizione |
| U.S. Billboard Hot Digital Tracks                 | 4                 |

## Cover
La popolarità del brano è dimostrata anche dalla quantità di cover avute negli anni. Fra le più importanti si può senz'altro individuare la versione di Alanis Morissette del 2005.

### Versione di Alanis Morissette
Crazy è un singolo della cantante Canadese Alanis Morissette, pubblicato l'8 novembre 2005 come unico estratto dal secondo album di raccolta Alanis Morissette: The Collection.

#### Descrizione
Il brano è stato prodotto da Glen Ballard per la pubblicità della linea di abbigliamento Gap. Il brano è stato in seguito inserito anche nella colonna sonora del film Il diavolo veste Prada.

#### Video musicale
Il videoclip, diretto da Meiert Avis, è stato girato a Los Angeles il 24 settembre. Nel video viene mostrata la cantante eseguire la canzone in un club e seguire ossessivamente un uomo e la sua fidanzata, che alla fine la cantante affronta nel bel mezzo di una festa. Il 2 ottobre durante una trasmissione televisiva la Morissette ha dichiarato che nel video l'oggetto del desiderio della protagonista non è l'uomo, ma la sua fidanzata. Tra l'altro l'affermazione è confermata dalla scena finale del video in cui si può osservare, in camera da letto della cantante, una fotografia che raffigura le due ragazze che si abbracciano affettuosamente.

#### Tracce
1. Crazy – 3:40
2. Joining You (Melancholy Mix) – 4:28
3. Crazy (Claude Le Gache Club Mix) – 8:21

#### Classifiche
| Chart (2005)                       | Massima posizione |
| ---------------------------------- | ----------------- |
| Canada                             | 29                |
| U.S. Billboard Hot 100             | 106               |
| U.S. Billboard Pop 100             | 95                |
| U.S. Billboard Adult Top 40        | 10                |
| U.S. ARC Weekly Top 40             | 27                |
| Sud Africa                         | 2                 |
| Italia                             | 3                 |
| Austria                            | 20                |
| Repubblica Ceca                    | 22                |
| Spagna                             | 23                |
| Giappone                           | 27                |
| Svizzera                           | 31                |
| Germania                           | 38                |
| Brasile                            | 56                |
| Svezia                             | 57                |
| UK                                 | 65                |
| U.S. Billboard Hot Dance Club Play | 6                 |